# Slumdog Millionaire - Music from the Motion Picture
Slumdog Millionaire - Music from the Motion Picture è il CD contenente la colonna sonora del film The Millionaire, composta da A.R. Rahman, che ha composto le musiche per il film in due mesi, e le ha registrate in due settimane. La colonna sonora ha vinto il Golden Globe per la migliore colonna sonora originale, il BAFTA alla migliore colonna sonora, e due premi Oscar, uno per la migliore colonna sonora e l'altro per la migliore canzone, premio andato al brano Jai Ho.

## Tracce
1. O... Saya (A.R. Rahman, M.I.A.) - 3:34
2. Riots (A.R. Rahman) - 1:59
3. Mausam & Escape (A.R. Rahman) - 3:53
4. Paper Planes (M.I.A.) - 3:23
5. Paper Planes (DFA Remix) (M.I.A.) - 5:49
6. Ringa Ringa (A.R. Rahman featuring Alka Yagnik, Ila Arun) - 4:15
7. Liquid Dance (A.R. Rahman featuring Palakkad Sriram, Madhumitha) - 2:59
8. Latika's Theme (A.R. Rahman featuring Suzanne D'Mello) - 3:09
9. Aaj Ki Raat (Shankar Ehsaan Loy performed by Sonu Nigam, Mahalakshmi Iyer, Alisha Chinai) - 6:07
10. Millionaire (A.R. Rahman featuring Madhumitha) - 2:44
11. Gangsta Blues (A.R. Rahman featuring Blaaze, Tanvi Shah) - 3:42
12. Dreams on Fire (A.R. Rahman featuring Suzanne D'Mello) - 4:08
13. Jai Ho (A.R. Rahman featuring Sukhwinder Singh, Tanvi Shah, Mahalakshmi Iyer, Vijay Prakash) - 5:19

## Classifiche
| Classifiche                       | Posizione massima |
| --------------------------------- | ----------------- |
| Australia                         | 37                |
| Belgio Fiandre                    | 26                |
| Francia                           | 44                |
| Messico                           | 7                 |
| Nuova Zelanda                     | 19                |
| Svizzera                          | 46                |
| Regno Unito                       | 13                |
| Stati Uniti                       | 4                 |
| Stati Uniti Top Electronic Albums | 1                 |